# Tommy McCarthy
Thomas Francis Michael McCarthy (Boston, Massachusetts, 24 de julio de 1863-Boston, Massachusetts, 5 de agosto de 1922), más conocido como Tommy McCarthy, fue un jugador profesional estadounidense de béisbol que se desempeñó en la posición de jardinero derecho en las Grandes Ligas de Béisbol (MLB). Es miembro del Salón de la Fama del Béisbol.

## Carrera
McCarthy jugó como profesional una temporada en Boston Reds (1884), después pasó por varios equipos, Boston Braves (1885), Philadelphia Phillies (1886-1887), St. Louis Cardinals (1888-1891), luego regresó a Boston Braves (1892-1895), y finalmente, se unió a Brooklyn Dodgers, donde jugó una temporada (1896), y fue el equipo en el que se retiró.

## Reconocimiento
En 1946, ingresó como miembro al Salón de la Fama del Béisbol.